# Aneta Rama
Aneta Rama (ur. 1 września 1939 we Wlorze, zm. 1 sierpnia 2020) – albańska lekarka. 

## Życiorys
W 1961 roku ukończyła w Polsce studia stomatologiczne. Po powrocie do Albanii prowadziła klinikę stomatologiczną i radiologiczną.
Pracowała następnie w Tiranie jako kierownik kilku przychodni lekarskich.
W 2018 została uhonorowana Orderem Stomatologii Albani (Nderi i Stomatologjisë Shqiptare) za szczególny wkład w rozwój stomatologii w Albanii. Była również uznana za jednego z pierwszych stomatologów w Albanii.
Zmarła 1 sierpnia 2020 roku; kondolencje złożył między innymi prezydent Kosowa Hashim Thaçi.

## Życie prywatne
Była matką Olsiego oraz, Ediego, premiera Albanii.